# Alpen Blitz (Six Flags Great Adventure)
Alpen Blitz was een compacte stalen gemotoriseerde achtbaan in Six Flags Great Adventure en was geopend tussen 1976 en 1978. De achtbaan was gebouwd door Anton Schwarzkopf en was van het model Alpenblitz II.
Tegen het einde van 1974 had Great Adventure twee nieuwe achtbanen nodig om het grote aantal bezoekers wat te kunnen aanbieden. Zo kochten ze vrijwel gelijk Jumbo Jet en Big Fury. Big Fury werd geopend in de lente van 1975. Jumbo Jet werd gebouwd in juli van dat jaar, maar door technische mankementen opende de achtbaan nooit. De achtbaan werd daarom weer afgebroken in augustus 1975. In 1976 werd daarom Alpen Blitz gebouwd. In 1978, tijdens de overname door Six Flags, vond Six Flags de achtbaan overbodig en werd de baan uit elkaar gehaald en verkocht.